# Юнчэн
Юнчэ́н (кит. упр. 永城, пиньинь Yǒngchéng) — город субокружного уровня в провинции Хэнань КНР.

## История
Уезд Юнчэн (永城县) был создан при империи Суй в 610 году. После того, как эти места были захвачены чжурчжэнями и включены в состав империи Цзинь, в 1221 году была создана область Юнчжоу (永州), в состав которой вошло 4 уезда. После монгольского завоевания некоторые уезды были расформированы, а их земли перешли под непосредственное управление областных структур; в 1265 году область была понижена в статусе, вновь став уездом Юнчэн.
В 1945 году уезд Юнчэн был переименован в Сюэфэн (雪枫县). В 1949 году уезду было возвращено прежнее название.
В 1949 году был создан Специальный административный район Ваньбэй (皖北专区), и уезд вошёл в его состав. В 1952 году специальные административные районы Ваньбэй и Ваньнань были объединены в провинцию Аньхой, а уезд был передан в состав Специального района Шанцю (商丘专区) провинции Хэнань. В декабре 1958 года Специальный район Шанцю был присоединён к Специальному району Кайфэн (开封专区), но в декабре 1961 года создан вновь. В 1968 году Специальный район Шанцю был переименован в Округ Шанцю (商丘地区).
В 1996 году уезд Юнчэн был преобразован в городской уезд, напрямую подчинённый властям провинции Хэнань, которые делегировали управление им округу Шанцю. В 1997 году постановлением Госсовета КНР были расформированы округ Шанцю и город Шанцю, и создан городской округ Шанцю; управление городским уездом Юнчэн было делегировано округу Шанцю.
В 2014 году городской уезд Юнчэн был выведен из подчинения городскому округу Шанцю и перешёл в прямое подчинение властям провинции Хэнань.

## Административное деление
Городской уезд делится на 6 уличных комитетов, 17 посёлков и 8 волостей.